# Municipio de Bratton (Pensilvania)
El municipio de Bratton  (en inglés: Bratton Township) es un municipio ubicado en el condado de Mifflin en el estado estadounidense de Pensilvania. En el año 2000 tenía una población de 1.259 habitantes y una densidad poblacional de 14.8 personas por km².

## Geografía
El municipio de Bratton se encuentra ubicado en las coordenadas 40°28′00″N 77°40′59″O / 40.46667, -77.68306.

## Demografía
Según la Oficina del Censo en 2000 los ingresos medios por hogar en la localidad eran de $32,407 y los ingresos medios por familia eran $36,810. Los hombres tenían unos ingresos medios de $29,706 frente a los $19,375 para las mujeres. La renta per cápita para la localidad era de $14,516. Alrededor del 10,3% de la población estaban por debajo del umbral de pobreza.